# Gyptitia
Gyptitia és un gènere d'arnes de la família Crambidae. Conté només una espècie, Gyptitia gonialis, que es troba a Sulawesi.